# Partecipanti al Tro-Bro Léon 2024
Elenco dei partecipanti al Tro-Bro Léon 2024.
Il Tro-Bro Léon 2024 è stato la quarantesima edizione della corsa. Alla competizione presero parte venti squadre: sei con licenza UCI World Tour 2024, dieci dell'UCI ProTeam e quattro UCI Continental Team.
Partenza con 137 ciclisti accreditati.

## Corridori per squadra
| Lotto Dstny                     | Lotto Dstny                     | Lotto Dstny                     | Team DSM-Firmenich PostNL  | Team DSM-Firmenich PostNL  | Team DSM-Firmenich PostNL  | Arkéa-B&B Hotels        | Arkéa-B&B Hotels        | Arkéa-B&B Hotels        |
| ------------------------------- | ------------------------------- | ------------------------------- | -------------------------- | -------------------------- | -------------------------- | ----------------------- | ----------------------- | ----------------------- |
| N°                              | Ciclista                        | Clas.                           | N°                         | Ciclista                   | Clas.                      | N°                      | Ciclista                | Clas.                   |
| 1                               | Arnaud De Lie                   | 1°                              | 11                         | John Degenkolb             | 74°                        | 21                      | Luca Mozzato            | 7°                      |
| 2                               | Jasper De Buyst                 | R                               | 12                         | Niklas Märkl               | R                          | 22                      | Vincenzo Albanese       | 75°                     |
| 4                               | Alec Segaert                    | 42°                             | 13                         | Sean Flynn                 | 65°                        | 23                      | Amaury Capiot           | 12°                     |
| 5                               | Liam Slock                      | 46°                             | 14                         | Axel Källberg              | R                          | 24                      | Mathis Le Berre         | 14°                     |
| 6                               | Lionel Taminiaux                | R                               | 15                         | Benjamin Peatfield         | R                          | 25                      | Kévin Ledanois          | R                       |
| 7                               | Brent Van Moer                  | 17°                             | 16                         | Casper van Uden            | R                          | 27                      | Clément Venturini       | 2°                      |
| 8                               | Sébastien Grignard              | 72°                             |                            |                            |                            | 28                      | Florian Dauphin         | R                       |
| Decathlon AG2R La Mondiale Team | Decathlon AG2R La Mondiale Team | Decathlon AG2R La Mondiale Team | Cofidis                    | Cofidis                    | Cofidis                    | Intermarché-Wanty       | Intermarché-Wanty       | Intermarché-Wanty       |
| N°                              | Ciclista                        | Clas.                           | N°                         | Ciclista                   | Clas.                      | N°                      | Ciclista                | Clas.                   |
| 31                              | Benoît Cosnefroy                | 15°                             | 41                         | Bryan Coquard              | 26°                        | 51                      | Hugo Page               | R                       |
| 32                              | Pierre Gautherat                | 3°                              | 42                         | Piet Allegaert             | 44°                        | 52                      | Aklilu Arefayne         | 83°                     |
| 33                              | Edvald Boasson Hagen            | 36°                             | 43                         | Aimé De Gendt              | R                          | 53                      | Rune Herregodts         | R                       |
| 34                              | Dries De Bondt                  | 70°                             | 44                         | Gorka Izagirre             | R                          | 54                      | Gerben Kuypers          | 63°                     |
| 35                              | Sander De Pestel                | 16°                             | 45                         | Jonathan Lastra            | 53°                        | 57                      | Lorenzo Rota            | 33°                     |
| 36                              | Valentin Retailleau             | 50°                             | 46                         | Alexis Renard              | 23°                        | 58                      | Kevin Kuhn              | 60°                     |
| 39                              | Stan Dewulf                     | 28°                             | 47                         | Axel Zingle                | 59°                        |                         |                         |                         |
| Groupama-FDJ                    | Groupama-FDJ                    | Groupama-FDJ                    | Israel-Premier Tech        | Israel-Premier Tech        | Israel-Premier Tech        | Uno-X Mobility          | Uno-X Mobility          | Uno-X Mobility          |
| N°                              | Ciclista                        | Clas.                           | N°                         | Ciclista                   | Clas.                      | N°                      | Ciclista                | Clas.                   |
| 61                              | Samuel Watson                   | 18°                             | 71                         | Riley Sheehan              | 4°                         | 81                      | Jonas Abrahamsen        | 5°                      |
| 62                              | Sven Erik Bystrøm               | 78°                             | 72                         | Pier-André Côté            | 71°                        | 82                      | Fredrik Dversnes        | 20°                     |
| 63                              | Lewis Askey                     | 79°                             | 73                         | Guillaume Boivin           | 45°                        | 83                      | Markus Hoelgaard        | 9°                      |
| 64                              | Eddy Le Huitouze                | 67°                             | 74                         | Mason Hollyman             | 84°                        | 84                      | William Blume Levy      | 43°                     |
| 65                              | Marc Sarreau                    | 66°                             | 76                         | Tom Van Asbroeck           | 10°                        | 85                      | Erik Resell             | 54°                     |
| 67                              | Matthew Walls                   | R                               | 77                         | Mads Würtz Schmidt         | R                          | 86                      | Rasmus Tiller           | 11°                     |
| 68                              | Brieuc Rolland                  | 35°                             | 78                         | Joseph Blackmore           | 25°                        | 87                      | Søren Wærenskjold       | 37°                     |
| TotalEnergies                   | TotalEnergies                   | TotalEnergies                   | Q36.5 Pro Cycling Team     | Q36.5 Pro Cycling Team     | Q36.5 Pro Cycling Team     | Bingoal WB              | Bingoal WB              | Bingoal WB              |
| N°                              | Ciclista                        | Clas.                           | N°                         | Ciclista                   | Clas.                      | N°                      | Ciclista                | Clas.                   |
| 91                              | Anthony Turgis                  | 21°                             | 101                        | Frederik Frison            | 34°                        | 112                     | Louka Matthys           | 73°                     |
| 92                              | Thomas Bonnet                   | 8°                              | 102                        | Negasi Haylu Abreha        | R                          | 113                     | Luca Van Boven          | 22°                     |
| 93                              | Sandy Dujardin                  | 30°                             | 103                        | Marcel Camprubi            | R                          | 114                     | Aaron Van der Beken     | 55°                     |
| 94                              | Thomas Gachignard               | 40°                             | 104                        | Fabio Christen             | 61°                        | 115                     | Kenneth Van Rooy        | R                       |
| 95                              | Émilien Jeannière               | 41°                             | 106                        | Travis Stedman             | R                          | 117                     | Jelle Vermoote          | R                       |
| 96                              | Lorrenzo Manzin                 | R                               | 107                        | Rory Townsend              | R                          | 118                     | Floris De Tier          | 31°                     |
| 97                              | Dries Van Gestel                | 13°                             | 109                        | Cyrus Monk                 | R                          | 119                     | Johan Meens             | R                       |
| Burgos-BH                       | Burgos-BH                       | Burgos-BH                       | St Michel-Mavic-Auber93    | St Michel-Mavic-Auber93    | St Michel-Mavic-Auber93    | Caja Rural-Seguros RGA  | Caja Rural-Seguros RGA  | Caja Rural-Seguros RGA  |
| N°                              | Ciclista                        | Clas.                           | N°                         | Ciclista                   | Clas.                      | N°                      | Ciclista                | Clas.                   |
| 121                             | Clément Alleno                  | 82°                             | 131                        | Alexandre Delettre         | R                          | 141                     | Eduard Prades           | R                       |
| 122                             | Antonio Angulo                  | 27°                             | 132                        | Romain Cardis              | R                          | 142                     | Jaume Guardeño          | 58°                     |
| 123                             | Ángel Fuentes                   | 47°                             | 133                        | Dillon Corkery             | R                          | 143                     | Fernando Barceló        | R                       |
| 124                             | Aaron Gate                      | 68°                             | 134                        | Théo Delacroix             | R                          | 144                     | David Gonzalez          | R                       |
| 125                             | George Jackson                  | 39°                             | 135                        | Joris Delbove              | 56°                        | 146                     | Joseba López            | R                       |
| 126                             | Óscar Pelegrí                   | 51°                             | 136                        | Jérémy Lecroq              | R                          | 147                     | Gorka Sorarrain         | R                       |
| 130                             | Jesús Ezquerra                  | 24°                             | 137                        | Morné Van Niekerk          | 6°                         |                         |                         |                         |
| Van Rysel-Roubaix               | Van Rysel-Roubaix               | Van Rysel-Roubaix               | Equipo Kern Pharma         | Equipo Kern Pharma         | Equipo Kern Pharma         | CIC U Nantes Atlantique | CIC U Nantes Atlantique | CIC U Nantes Atlantique |
| N°                              | Ciclista                        | Clas.                           | N°                         | Ciclista                   | Clas.                      | N°                      | Ciclista                | Clas.                   |
| 151                             | Emmanuel Morin                  | 38°                             | 161                        | Urko Berrade               | 57°                        | 171                     | Maël Guégan             | 52°                     |
| 152                             | Rait Ärm                        | 76°                             | 162                        | Hugo Aznar                 | R                          | 172                     | Pierre-Henry Basset     | 49°                     |
| 153                             | Kévin Avoine                    | 29°                             | 163                        | Francisco Galván           | R                          | 173                     | Enzo Boulet             | R                       |
| 154                             | Samuel Leroux                   | 19°                             | 164                        | Álex Jaime                 | R                          | 175                     | Léo Danès               | 77°                     |
| 155                             | Jérémy Leveau                   | R                               | 165                        | Danny van der Tuuk         | 62°                        | 176                     | Robin Plamondon         | R                       |
| 156                             | Valentin Tabellion              | R                               | 166                        | Martí Márquez              | R                          | 177                     | Jon Rye-Johnsen         | R                       |
| 157                             | Norman Vahtra                   | R                               | 167                        | Mikel Retegi               | 64°                        | 179                     | Antoine Hue             | R                       |
| Euskaltel-Euskadi               | Euskaltel-Euskadi               | Euskaltel-Euskadi               | Nice Métropole Côte d'Azur | Nice Métropole Côte d'Azur | Nice Métropole Côte d'Azur |                         |                         |                         |
| N°                              | Ciclista                        | Clas.                           | N°                         | Ciclista                   | Clas.                      |                         |                         |                         |
| 181                             | Xabier Berasategi               | 69°                             | 191                        | Jean-Louis Le Ny           | R                          |                         |                         |                         |
| 182                             | Xavier Cañellas                 | 32°                             | 192                        | Jonathan Couanon           | R                          |                         |                         |                         |
| 183                             | James Fouché                    | R                               | 193                        | Damien Girard              | R                          |                         |                         |                         |
| 184                             | Xabier Isasa                    | 81°                             | 194                        | Paul Hennequin             | 85°                        |                         |                         |                         |
| 185                             | Iker Mintegi                    | R                               | 196                        | Alexander Konijn           | 48°                        |                         |                         |                         |
| 186                             | Nicolás Alustiza                | 80°                             | 197                        | Alexandre Léonien          | R                          |                         |                         |                         |
| 187                             | Iker Bonillo                    | R                               | 200                        | Axel Narbonne Zuccarelli   | R                          |                         |                         |                         |